# Антонацци, Франческо
Франческо Антонацци (итал. Francesco Antonazzi, 6 мая 1924, Морлупо — 25 февраля 1995, Рим) — итальянский футболист, играл на позиции защитника. По завершении игровой карьеры — футбольный тренер.
Выступал за клуб «Лацио», а также национальную сборную Италии.

## Клубная карьера
Родился 6 мая 1924 года в городе Морлупо. Воспитанник футбольной школы «Лацио». Взрослую футбольную карьеру начал в 1945 году в основной команде того же клуба, в которой провел одиннадцать сезонов, приняв участие в 253 матчах чемпионата. Большинство времени, проведенного в составе «Лацио», был основным игроком защиты команды.
Завершил профессиональную игровую карьеру в клубе «Кинотто Нери», за который выступал в течение 1956—1957 годов.

## Выступления за сборные
Защищал цвета сборной Италии, в том числе провел две игры за вторую сборную. В составе сборной был участником футбольного турнира на Олимпийских играх 1948 года в Лондоне.

## Карьера тренера
После завершения игровой карьеры остался в родном клубе, где работал тренером в молодёжных командах. В 1963—1964 годах был ассистентом Хуана Карлоса Лоренсо в основной команде «Лацио».
Последним местом тренерской работы Антонацци был клуб «Ромулеа», команду которого Франческо Антонацци возглавлял в качестве главного тренера до 1973 года.
Умер 25 февраля 1995 года на 71-м году жизни в городе Рим.

## Статистика выступлений

### Статистика клубных выступлений
| Сезон            | Команда          | Чемпионат        | Чемпионат | Чемпионат | Национальный кубок | Национальный кубок | Национальный кубок | Континентальный кубок | Континентальный кубок | Континентальный кубок | Низшие лиги | Низшие лиги | Низшие лиги | Всего | Всего |
| Сезон            | Команда          | Лига             | Игр       | Голов     | Лига               | Игр                | Голов              | Лига                  | Игр                   | Голов                 | Ліга        | Игр         | Голов       | Игр   | Голов |
| ---------------- | ---------------- | ---------------- | --------- | --------- | ------------------ | ------------------ | ------------------ | --------------------- | --------------------- | --------------------- | ----------- | ----------- | ----------- | ----- | ----- |
| 1945-46          | «Лаціо»          | ЧІ               | 2         | 0         | -                  | -                  | -                  | -                     | -                     | -                     | -           | -           | -           | 2     | 0     |
| 1946-47          | «Лаціо»          | A                | 27        | 0         | -                  | -                  | -                  | -                     | -                     | -                     | -           | -           | -           | 27    | 0     |
| 1947-48          | «Лаціо»          | A                | 21        | 0         | -                  | -                  | -                  | -                     | -                     | -                     | -           | -           | -           | 21    | 0     |
| 1948-49          | «Лаціо»          | A                | 28        | 0         | -                  | -                  | -                  | -                     | -                     | -                     | -           | -           | -           | 28    | 0     |
| 1949-50          | «Лаціо»          | A                | 34        | 0         | -                  | -                  | -                  | -                     | -                     | -                     | -           | -           | -           | 34    | 0     |
| 1950-51          | «Лаціо»          | A                | 31        | 0         | -                  | -                  | -                  | -                     | -                     | -                     | -           | -           | -           | 31    | 0     |
| 1951-52          | «Лаціо»          | A                | 29        | 0         | -                  | -                  | -                  | -                     | -                     | -                     | -           | -           | -           | 29    | 0     |
| 1952-53          | «Лаціо»          | A                | 20        | 0         | -                  | -                  | -                  | -                     | -                     | -                     | -           | -           | -           | 20    | 0     |
| 1953-54          | «Лаціо»          | A                | 33        | 0         | -                  | -                  | -                  | -                     | -                     | -                     | -           | -           | -           | 33    | 0     |
| 1954-55          | «Лаціо»          | A                | 24        | 0         | -                  | -                  | -                  | -                     | -                     | -                     | -           | -           | -           | 24    | 0     |
| 1955-56          | «Лаціо»          | A                | 4         | 0         | -                  | -                  | -                  | -                     | -                     | -                     | -           | -           | -           | 4     | 0     |
| Всего за «Лацио» | Всего за «Лацио» | Всего за «Лацио» | 253       | 0         | -                  | -                  | -                  | -                     | -                     | -                     | 253         | 0           |             |       |       |
| 1956-57          | «Кинотто Нери»   | 4С               | ?         | ?         | -                  | -                  | -                  | -                     | -                     | -                     | -           | -           | -           | ?     | ?     |
| Всего за карьеру | Всего за карьеру | Всего за карьеру | 253+      | 0+        | -                  | -                  | -                  | -                     | -                     | -                     | 253+        | 0+          |             |       |       |